# Straßensystem in der Slowakei
Das Straßensystem in der Slowakei ist ein in mehrere Stufen unterteiltes System. An höchster Stelle stehen die Autobahnen (diaľnice) und Schnellstraßen (rýchlostné cesty), dann folgen die Staatsstraßen 1. Ordnung (cesty I. triedy), regionale Straßen unter der Verwaltung der jeweiligen Krajs, Straßen 2. Ordnung (cesty II. triedy) und Straßen 3. Ordnung (cesty III. triedy) und an letzter Stelle die verschiedenen Sonder- und Gemeindestraßen.

## Übersicht
Die gesamte Länge des Straßennetzes beträgt zum 31. Dezember 2019 nach Angaben des Statistischen Amts der Slowakischen Republik 57.741 km. Davon waren 495 km Autobahnen, 271 km Schnellstraßen, 3.333 km Straßen 1. Ordnung, 3.631 km Straßen 2. Ordnung, 10.340 km Straßen 3. Ordnung sowie 39.671 km Lokalstraßen.

## Geschwindigkeitsbegrenzungen
Die höchste zulässige Geschwindigkeit auf slowakischen Autobahnen und Schnellstraßen für PKW ist 130 km/h (ab 1. Februar 2009 gibt es die Möglichkeit, auf Autobahnen das Tempolimit bis auf 160 km/h zu erhöhen). Für Busse gilt 100 km/h und für LKW 90 km/h. Auf Stadtautobahnen beträgt das generelle Tempolimit 90 km/h. Die niedrigste erlaubte Geschwindigkeit auf Autobahnen ist 80 km/h und auf Stadtautobahnen 65 km/h.
Auf allen Landstraßen ist generelle Höchstgeschwindigkeit für alle Kraftwagen auf 90 km/h festgesetzt. In geschlossenen Ortschaften gilt 50 km/h.

## Autobahnen und Schnellstraßen

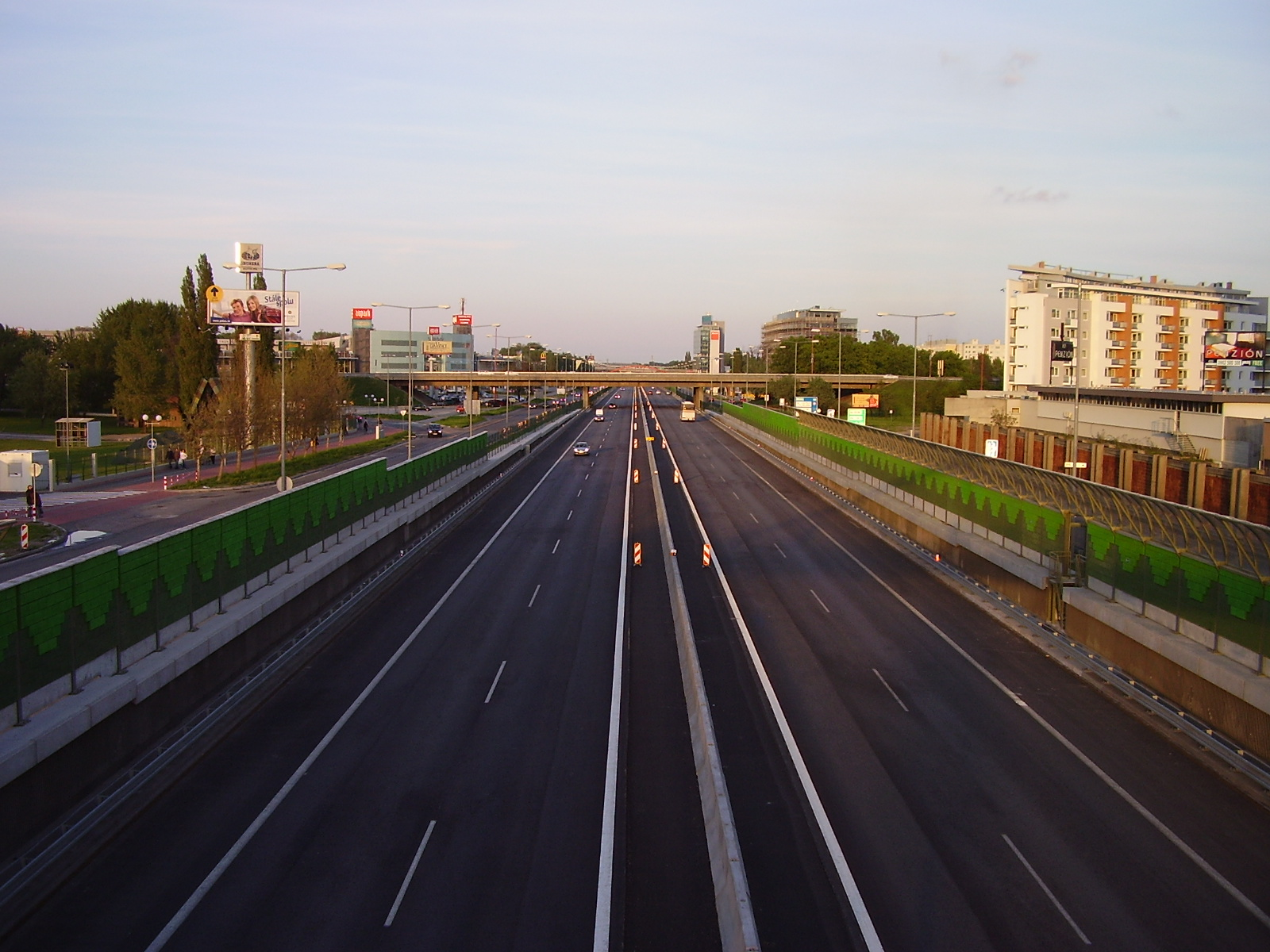
Stadtautobahn in Bratislava-Petržalka (D1)

Die Geschichte des Autobahnbaus in der Slowakei beginnt in den späten 1960er Jahren, also noch zur Zeit des Gesamtstaats Tschechoslowakei. Heute besteht das Autobahnnetz aus vier Autobahnen, alle mit einem „D“ und einen einstelligen Zahl gekennzeichnet (D1, D2, D3, D4); beschildert sind sie auf rotem Schild mit weißer Nummer. Aktuell (2021) sind von geplanten ca. 700 km rund 520 km fertiggestellt, es fehlen noch Strecken vor allem in der Mittel- und Ostslowakei und Teile der Ringautobahn von Bratislava.
Das Autobahnnetz wird von acht Schnellstraßen ergänzt, vor allem im Südteil des Landes, wobei ein Großteil sich noch in der Planungsphase befindet. Ein Beispiel ist die Schnellstraße R1 von Trnava nach Banská Bystrica. 2021 waren rund 307 km der Schnellstraßen fertiggestellt.
Die Benutzung der meisten Strecken des Autobahn- und Schnellstraßennetzes ist gebührenpflichtig und wird für alle Kraftfahrzeuge mit einem zGG bis 3,5 t durch eine Vignette bezahlt (ausgenommen Motorräder). Für LKW über 3,5 Tonnen wurde das Vignetten-System am 1. Januar 2010 durch entfernungsabhängige elektronische Maut ersetzt, die zu einem beträchtlichen Teil auch auf Straßen 1. Ordnung gilt. Die genauen Abschnitte werden in Verordnungen festgelegt.
Für weitere Einzelheiten siehe Liste der Autobahnen und Schnellstraßen in der Slowakei.

## Straßen 1. Ordnung

Ein Beispiel der Beschilderung

Die Straßen 1. Ordnung haben Bedeutung für den internationalen und innerstaatlichen Verkehr. Sie enden an der Staatsgrenze oder an einer Straße von gleicher oder höherer Bedeutung (Autobahnen, Schnell- und andere Staatsstraßen) und entsprechen den Bundesstraßen in Deutschland und Österreich oder Strada statale in Italien.
Sie werden als I/(Straßennummer) gekennzeichnet (ggf. mit zusätzlichem Buchstabe) und beschildert auf blauem Schild mit weißer Nummer.

### Liste der Straßen 1. Ordnung

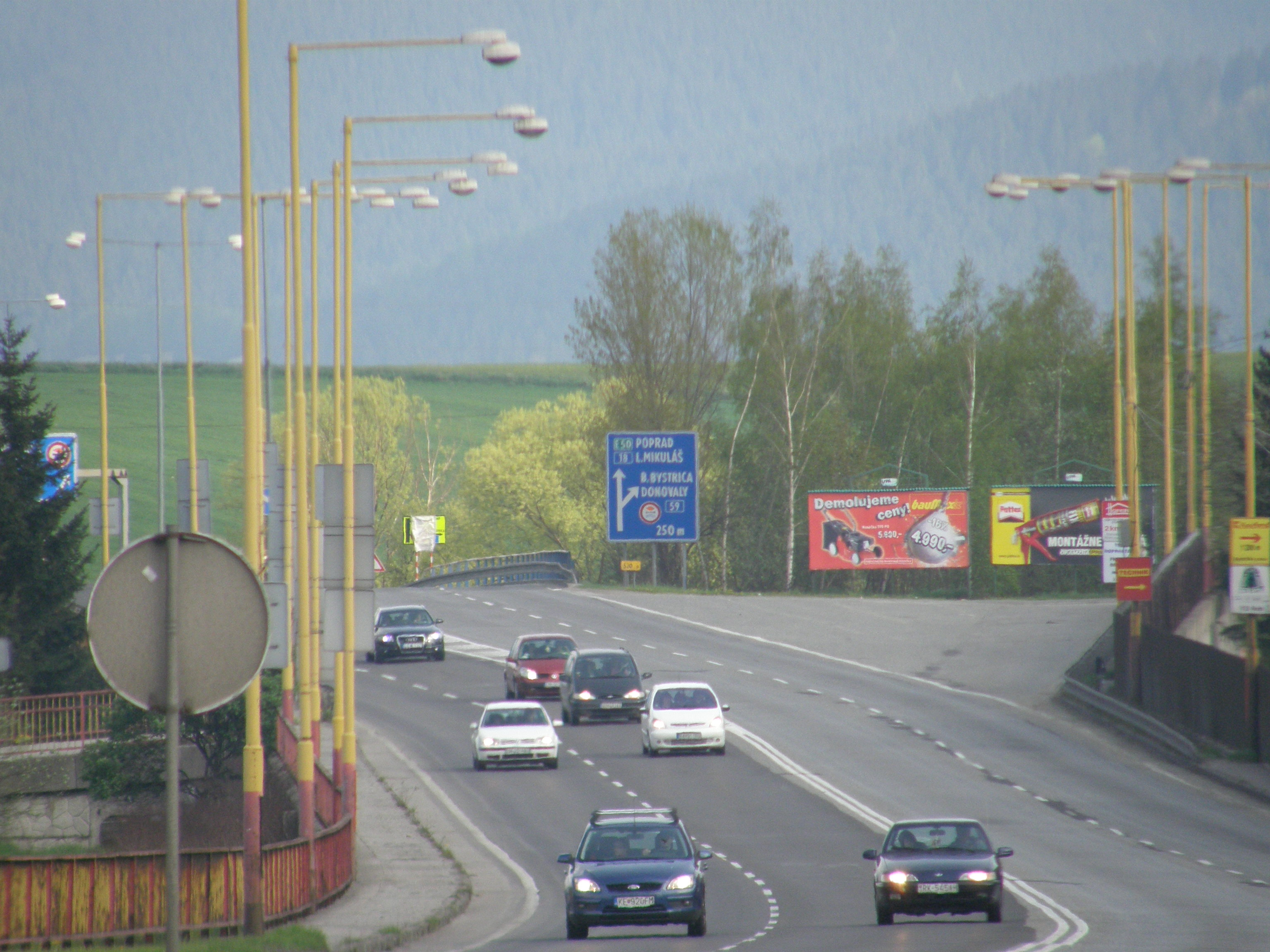
Die I/18 in Ružomberok

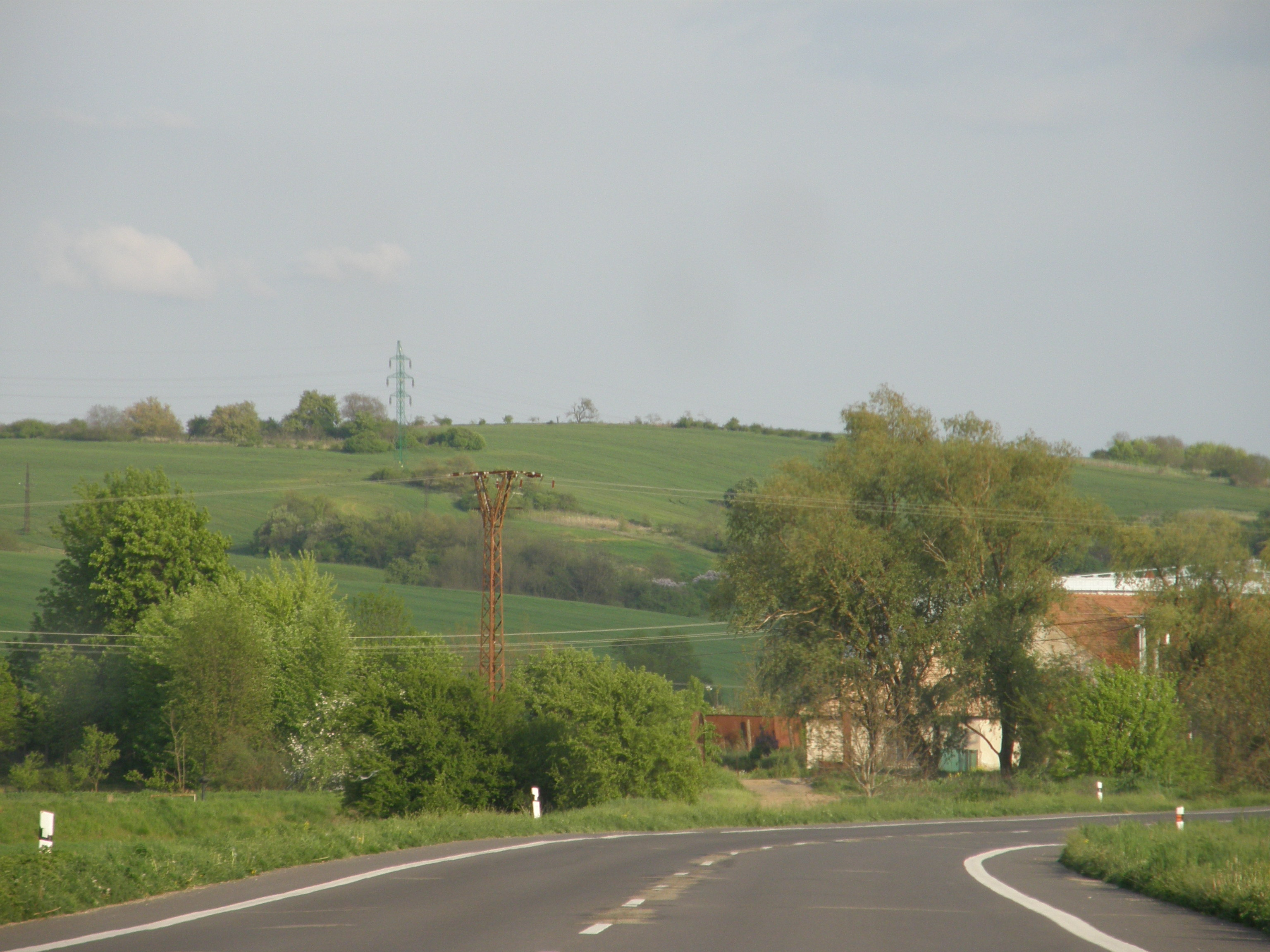
Die I/66 in der Südslowakei

(Alle Angaben Stand 1. Januar 2021; Zubringer und Abzweige nicht gerechnet)
- I/2 – von Holíč über Malacky und Bratislava zur ungarischen Grenze (Gesamtlänge: 100,6 km)
- I/9 – von der tschechischen Grenze bei Trenčín über Prievidza nach Žiar nad Hronom (bis 2015 Teil der I/50, Gesamtlänge: 114,6 km)
- I/10 – von der tschechischen Grenze nach Bytča (bis 2015 Teil der I/50, Gesamtlänge: 29,7 km)
- I/11 – von der tschechischen Grenze (Jablunkapass) bei Čadca nach Žilina (Gesamtlänge: 36,7 km)
- I/12 – von Svrčinovec bei Čadca zur polnischen Grenze (ehemalige II/487; Gesamtlänge: 15,2 km)
- I/13 – von Veľký Meder zur ungarischen Grenze (ehemalige II/586; Gesamtlänge: 11,4 km)
- I/14 – von Banská Bystrica nach Turčianske Teplice (ehemalige II/577; Gesamtlänge: 24,7 km)
- I/15 – von Vranov nad Topľou nach Svidník (ehemalige II/558, teilweise II/557; Gesamtlänge: 49,6 km)
- I/16 – von Zvolen über Lučenec, Rožňava nach Košice (bis 2015 Teil der I/50, Gesamtlänge: 402,4 km)
- I/17 – von Košice zur ungarischen Grenze (bis 2015 Teil der I/68, Gesamtlänge: 17,8 km)
- I/18 – von Žilina, Martin, Ružomberok, Liptovský Mikuláš, Poprad, Prešov, Vranov nad Topľou und Strážske nach Michalovce (Gesamtlänge: 304,4 km)
- I/19 – von Košice über Michalovce zur ukrainischen Grenze (bis 2015 Teil der I/50, Gesamtlänge: 89,8 km)
- I/20 – von Košice nach Ľubotice (bis 2015 Teil der I/68, Gesamtlänge: 37 km)
- I/21 – von Lipníky über Giraltovce, Svidník zur polnischen Grenze bei Vyšný Komárnik (Duklapass) (bis 2015 I/73, Gesamtlänge: 58,6 km)
- I/35 – von Galanta nach Dolná Streda (vorher Teil der II/507, Gesamtlänge: 8 km)
- I/49 – von der tschechischen Grenze über Púchov nach Beluša (Gesamtlänge: 26,4 km)
- I/51 – von der tschechischen Grenze bei Holíč über Trnava, Sereď, Nitra, Levice, Hontianske Nemce und Banská Štiavnica zum Ende bei Hronská Dúbrava (Gesamtlänge: 196,3 km)
- I/54 – von der tschechischen Grenze nach Nové Mesto nad Váhom (Gesamtlänge: 15,8 km)
- I/57 – von der tschechischen Grenze nach Nová Dubnica (Gesamtlänge: 11,7 km)
- I/59 – von Banská Bystrica, Ružomberok, Dolný Kubín zur polnischen Grenze bei Trstená (Gesamtlänge: 111 km)
- I/60 – Ringstraße von Žilina (Gesamtlänge: 6,4 km)
- I/61 – von der österreichischen Grenze über Bratislava, Senec, Trnava, Nové Mesto nad Váhom, Trenčín, Nová Dubnica, Beluša, Považská Bystrica nach Žilina (Gesamtlänge: 191,1 km)
- I/62 – von Senec über Sládkovičovo nach Šintava (Gesamtlänge: 36,9 km)
- I/63 – von Bratislava über Dunajská Streda, Veľký Meder, Komárno zur ungarischen Grenze in Štúrovo (Gesamtlänge: 147,2 km)
- I/64 – von der ungarischen Grenze in Komárno über Nové Zámky, Nitra, Topoľčany, Nováky, Prievidza nach Žilina (Gesamtlänge: 199,6 km)
- I/65 – von Nitra über Zlaté Moravce, Nová Baňa, Žiar nad Hronom, Turčianske Teplice nach Martin (Gesamtlänge: 125 km)
- I/66 – von der ungarischen Grenze bei Šahy über Hontianske Nemce, Krupina, Zvolen, Banská Bystrica, Brezno, Poprad zur polnischen Grenze bei Tatranská Javorina (Gesamtlänge: 244 km)
- I/67 – von der ungarischen Grenze bei Kráľ über Tornaľa, Rožňava, Dobšiná zum Ende bei Vernár (Gesamtlänge: 61,4 km)
- I/68 – von der polnischen Grenze bei Mníšek nad Popradom über Stará Ľubovňa, Sabinov nach Prešov (Gesamtlänge: 84,2 km)
- I/69 – von Zvolen über Sliač nach Banská Bystrica (Gesamtlänge: 12,9 km)
- I/70 – von Kraľovany nach Dolný Kubín (Gesamtlänge: 17 km)
- I/71 – von Lučenec zur ungarischen Grenze bei Šiatorská Bukovinka (Gesamtlänge: 26,3 km)
- I/72 – von Rimavská Sobota über Tisovec und Podbrezová zum Ende bei Kráľova Lehota (Gesamtlänge: 105 km)
- I/74 – von Strážske über Humenné, Snina zur ukrainischen Grenze bei Ubľa (Gesamtlänge: 61,1 km)
- I/75 – von Sládkovičovo über Galanta, Šaľa, Nové Zámky, Tekovské Lužany, Veľký Krtíš nach Lučenec (Gesamtlänge: 195 km)
- I/76 – von Štúrovo über Kalná nad Hronom, Tlmače nach Hronský Beňadik (Gesamtlänge: 74,3 km)
- I/77 – von Spišská Belá über Stará Ľubovňa, Bardejov nach Svidník (Gesamtlänge: 97,8 km)
- I/78 – von Oravský Podzámok über Námestovo zur polnischen Grenze bei Oravská Polhora (ehemalige II/521; Gesamtlänge: 44,3 km)
- I/79 – von Vranov nad Topľou über Trebišov, Kráľovský Chlmec zur ukrainischen Grenze bei Čierna (ohne Weiterführung in der Ukraine; ehemalige II/553; Gesamtlänge: 96,9 km)

## Straßen 2. Ordnung

Ein Beispiel der Beschilderung

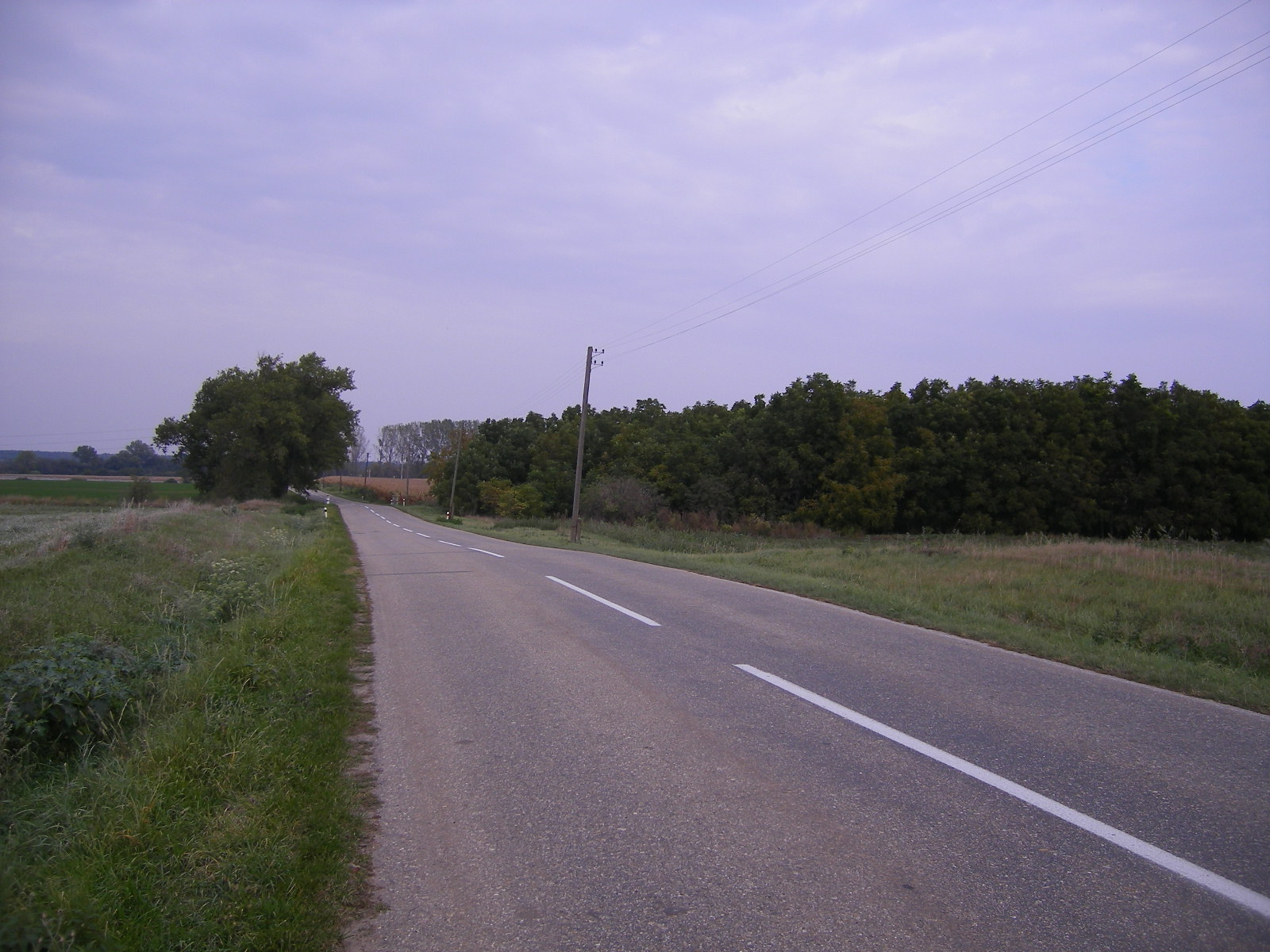
Ein Beispiel einer Straße 2. Ordnung (II/589)

Die Straßen 2. Ordnung entsprechen etwa den Landesstraßen in Deutschland und haben regionale Bedeutung. Wie bei den Straßen 1. Ordnung enden sie an der Staatsgrenze oder an einer Straße von gleicher oder höherer Bedeutung. 
Sie werden ähnlich beschildert wie die Straßen 1. Ordnung. Die Straßen 2. Ordnung sind nach dem Muster II/xxx gekennzeichnet, wobei in meisten Fällen die erste Ziffer eine 5 ist, es gibt jedoch sechs Straßenzüge mit einer 4 sowie jeweils einen mit einer 1 und 2.

## Straßen 3. Ordnung
Die Straßen 3. Ordnung haben eher lokale Bedeutung und dienen zur Verbindung der Gemeinden mit Straßen 1. oder 2. Ordnung. Sie sind ungefähr äquivalent zu Kreisstraßen in Deutschland.
Seit dem 1. Mai 2015 werden die Straßen nach Schema III/xxxx nummeriert und sollen auch beschildert werden. Je nach ungefährem Standort ist die erste Ziffer unterschiedlich: in der Westslowakei beginnen die Straßennummern mit einer 1, in der Mittelslowakei mit einer 2 und in der Ostslowakei mit einer 3.
Bis zur Einführung dieses Schemas wurden sie als III/xxxxxx gekennzeichnet, jedoch nicht beschildert. Die ersten drei Ziffern bezeichneten die Straße 1. oder 2. Ordnung, von deren sie abzweigen (z. B. die III/064073 zweigt von der I/64 ab).

## Europastraßen
Die Europastraßen sind beschildert wie in anderen Ländern, d. h. auf grünem Schild weiße Ziffer. Beispiele der Europastraßen in der Slowakei sind E 50, E 65 und E 75; es gibt insgesamt 11 Europastraßen, die mit einer Länge von 1523 km innerhalb der Slowakei verlaufen. Europastraßen sind entweder Autobahnen/Schnellstraßen oder Straßen 1. Ordnung.
Siehe auch: Liste der Europastraßen

## Besonderheiten
Einen Sonderfall stellen die Städte Bratislava und Košice dar. Die Stadtverwaltung von Bratislava (bzw. Stadtteile) verwaltet alle Straßen außer Autobahnen und Schnellstraßen; die Stadtverwaltung von Košice verwaltet die Straßen 2. und 3. Ordnung.